# کویدما
کویدما (به لاتین: Koidma) یک منطقهٔ مسکونی در استونی است که در شهرستان هیو واقع شده‌است.